# Elecciones estatales de San Luis Potosí de 2021
Las elecciones estatales de San Luis Potosí de 2021 se llevaron a cabo el domingo 6 de junio de 2021, y en ellas se renovaron los titulares de los siguientes cargos de elección popular del estado mexicano de San Luis Potosí:
- Gobernador de San Luis Potosí: Titular del Poder Ejecutivo del estado, electo para un periodo de seis años, sin derecho a reelección. El candidato electo fue Ricardo Gallardo Cardona.
- 27 diputados estatales: 15 diputados electos por mayoría relativa y 12 designados mediante representación proporcional para integrar la LXIII Legislatura.
- 58 ayuntamientos: Compuestos por un presidente municipal, un síndico y sus regidores. Electos para un periodo de tres años.

## Organización

### Partidos políticos
En las elecciones estatales tienen derecho a participar doce partidos políticos. Diez son partidos políticos con registro nacional: Partido Acción Nacional (PAN), Partido Revolucionario Institucional (PRI), Partido de la Revolución Democrática (PRD), Partido del Trabajo (PT), Partido Verde Ecologista de México (PVEM), Movimiento Ciudadano (MC), Movimiento Regeneración Nacional (MORENA), Partido Encuentro Solidario (PES), Fuerza por México (FPM) y Redes Sociales Progresistas (RSP). Y dos son partidos políticos estatales: Nueva Alianza San Luis Potosí y Partido Conciencia Popular.

### Proceso electoral
La campaña electoral para la gubernatura inicia el 5 de marzo de 2021, mientras que las campañas para las diputaciones y alcaldías inician el 4 de abril. El periodo de campañas concluye el 2 de junio. La votación está programada para celebrarse el 6 de junio de 2021, de las 8 de la mañana a las 6 de la tarde, en simultáneo con las elecciones federales. Se estima que el computo final de resultados se publique el 21 de junio.

### Distritos electorales
Para la elección de diputados de mayoría relativa del Congreso del Estado de San Luis Potosí, la entidad se divide en 15 distritos electorales.
| Distrito | Cabecera                    | Municipios | Mapa |
| -------- | --------------------------- | ---------- | ---- |
| 1        | Matehuala                   | 8          |      |
| 2        | San Luis Potosí             | 1          |      |
| 3        | Santa María del Río         | 9          |      |
| 4        | Salinas                     | 7          |      |
| 5        | Soledad de Graciano Sánchez | 2          |      |
| 6        | San Luis Potosí             | 1          |      |
| 7        | San Luis Potosí             | 1          |      |
| 8        | San Luis Potosí             | 1          |      |
| 9        | Soledad de Graciano Sánchez | 1          |      |
| 10       | Rioverde                    | 5          |      |
| 11       | Cárdenas                    | 7          |      |
| 12       | Ciudad Valles               | 1          |      |
| 13       | Tamuín                      | 8          |      |
| 14       | Tancanhuitz                 | 5          |      |
| 15       | Tamazunchale                | 4          |      |

## Alianzas y candidaturas

### Si por San Luis Potosí
|  |                                                                                             |
|  | Partido Acción Nacional - Candidato a gobernador - 5 diputados. Distritos 2, 6, 10, 13 y 15 |
|  | Partido Revolucionario Institucional - 6 diputados. Distritos 1, 3, 8, 11, 12 y 14          |
|  | Partido de la Revolución Democrática - 1 diputado. Distrito 5                               |
|  | Partido Conciencia Popular - 1 diputado. Distrito 9                                         |

El 20 de diciembre se anunció la coalición Si por San Luis Potosí, integrada por el Partido Acción Nacional (PAN), el Partido Revolucionario Institucional (PRI), el Partido de la Revolución Democrática (PRD) y el Partido Conciencia Popular (PCP). La alianza acordó seleccionar a su candidato a la gubernatura a través de un estudio de opinión.
El 6 de enero de 2021, la dirigencia estatal del PRI decidió entregarle la potestad de designar al candidato para la gubernatura al dirigente nacional del partido, Alejandro Moreno Cárdenas. La determinación surgió como consecuencia de que la asamblea de delegados estatal, responsable de la designación, no logró llegar a un consenso. El 10 de enero de 2021 el PAN seleccionó al exsenador César Octavio Pedroza Gaitán como representante de su partido para la elección interna del candidato de la coalición.
El 8 de febrero de 2021 la coalición determinó postular al panista Octavio Pedroza Gaitán como candidato a gobernador del estado y al priísta Enrique Francisco Galindo Ceballos como candidato a presidente municipal de la capital del estado.

### Juntos hacemos historia
El 12 de diciembre de 2020 fue aprobada la coalición Juntos hacemos historia por el Consejo Estatal Electoral y de Participación Ciudadana de San Luis Potosí (CEEPAC). La alianza está integrada por el Partido del Trabajo (PT) y el Partido Verde Ecologista de México (PVEM). Inicialmente, el partido Nueva Alianza también estaba integrado en la coalición, pero decidió separarse de ella el 2 de diciembre, antes de que el acuerdo de alianza fuera ratificado por la autoridad electoral. Igualmente, el partido Movimiento Regeneración Nacional (Morena) rechazó desde noviembre el formar una coalición con el Partido Verde para competir por la gubernatura de San Luis Potosí debido a que no pudieron acordar un candidato en común para postular. El 11 de febrero de 2021 la coalición presentó como su candidato para la gubernatura a Ricardo Gallardo Cardona, diputado federal y antiguo presidente municipal de Soledad de Graciano Sánchez.

### Movimiento Regeneración Nacional
Inicialmente, Morena anunció que escogería a su candidato a la gubernatura a través de una encuesta realizada entre los militantes y simpatizantes del partido, cuyos resultados serían publicados antes del 24 de diciembre de 2020. Para efectuar la consulta se invitó a los aspirantes interesados en la postulación a registrarse ante el partido el 4 de diciembre. El 30 de diciembre de 2020, sin que los resultados hayan sido publicados, el dirigente nacional del partido, Mario Delgado Carrillo, anunció un cambio en las condiciones para obtener la postulación, haciendo obligatorio que la candidatura del partido para la gubernatura de San Luis Potosí fuera entregada a una mujer. Su decisión fue cuestionada por la dirigencia estatal del partido, calificándola de «actitud excluyente» y recriminando que la decisión haya sido tomada por la dirigencia nacional en Ciudad de México sin haber consultado la opinión de los militantes del partido en San Luis Potosí. Igualmente, seis aspirantes a la candidatura del partido decidieron impugnar la decisión ante el Tribunal Electoral del Poder Judicial de la Federación argumentando que este cambio de reglas anulaba varias postulaciones y descartaba el resultado de la consulta hecha a los militantes respecto a qué persona preferían como candidato.
El 10 de febrero de 2021 el partido designó como su candidata a la gubernatura a Mónica Liliana Rangel Martínez, secretaria de salud del gobierno del estado durante la gubernatura del priísta Juan Manuel Carreras.

### Partido Encuentro Solidario
El Partido Encuentro Solidario (PES), al ser una organización política recién creada, está impedida por ley para formar coaliciones. El 13 de febrero de 2021 el partido seleccionó como su candidato para la gubernatura del estado al empresario Adrián Esper Cárdenas, presidente municipal de Ciudad Valles. Esper Cárdenas había intentado previamente ser postulado por Morena, pero su candidatura fue descartada cuando la dirigencia nacional del partido decidió que la nominación debía corresponder a una mujer.

### Otras candidaturas
En diciembre de 2020, el partido Fuerza por México (FPM) le ofreció su candidatura a la gubernatura a Juan Carlos Machinena Morales, delegado federal del Instituto Nacional de Antropología e Historia (INAH) y aspirante a una candidatura independiente a la gubernatura del estado. El 9 de enero de 2021, Machinena aceptó la invitación del partido y se registró como su candidato externo para la gubernatura.
El 29 de enero de 2021 la dirigencia estatal del partido Redes Sociales Progresistas (RSP) decidió por unanimidad ofrecerle la candidatura del partido para la gubernatura al ex comisionado de la policía federal Enrique Francisco Galindo Ceballos. Sin embargo, él declinó la oferta, reiterando su interés de ser postulado por el Partido Revolucionario Institucional (PRI) y la coalición «Sí por San Luis Potosí». Posteriormente el partido le ofreció su candidatura al empresario y exdiputado estatal José Luis Romero Calzada, que aceptó la postulación el 4 de febrero, tras renunciar a su militancia en el PRI. El 18 de febrero el dirigente estatal del partido Movimiento Ciudadano (MC) anunció como candidata para la gubernatura de la agrupación a la empresaria Adriana Marvelly Costanzo Rangel.
El 22 de febrero el Consejo Estatal Electoral y de Participación Ciudadana de San Luis Potosí aprobó la postulación de José Arturo Segoviano García, rector de la Universidad privada Potosina, como candidato independiente a la gubernatura del estado.

## Encuestas para la gubernatura

### Por partido político
| Encuestadora          | Fecha                    |        |        |       |        |      | Otro   | Ninguno/No sabe |
| --------------------- | ------------------------ | ------ | ------ | ----- | ------ | ---- | ------ | --------------- |
| Encuestadora          | Fecha                    |        |        |       |        |      | Otro   | Ninguno/No sabe |
| Campaigns & Elections | noviembre de 2019        | 17%    | 12%    | 0%    | 25%    | —    | 8%     | 39%             |
| Campaigns & Elections | febrero de 2020          | 19%    | 12%    | 1%    | 32%    | —    | 5%     | 32%             |
| Consulta Mitofsky     | junio de 2020            | 16.3%  | 13.0%  | 1.1%  | 27.6%  | 8.7% | 16.3%  | 17.0%           |
| Campaigns & Elections | junio de 2020            | 32%    | 19%    | 2%    | 36%    | —    | 11%    | —               |
| Massive Caller        | 29 de junio de 2020      | 20.0%  | 14.6%  | —     | 21.6%  | —    | 11.1%  | 32.7%           |
| Demoscopia digital    | 1 y 2 de agosto de 2020  | 19.76% | 13.20% | —     | 28.51% | —    | 13.49% | 25.04%          |
| Massive Caller        | 14 de septiembre de 2020 | 23.0%  | 10.1%  | —     | 29.1%  | —    | 4.9%   | 32.9%           |
| Demoscopia digital    | 4 de octubre de 2020     | 21.12% | 10.57% | —     | 26.40% | —    | 12.56% | 29.35%          |
| Demoscopia digital    | 12 de noviembre de 2020  | 22.56% | 9.27%  | 2.91% | 27.30% | —    | 6.35%  | 25.34%          |

### Por candidato
| Encuestadora            | Fecha                 | Pedroza | Gallardo | Rangel | Esper | Otro  | Ninguno/No sabe |
| ----------------------- | --------------------- | ------- | -------- | ------ | ----- | ----- | --------------- |
| Encuestadora            | Fecha                 |         |          |        |       | Otro  | Ninguno/No sabe |
| Demoscopia digital      | 1 de febrero de 2021  | 29.2%   | —        | 29.9%  | —     | 11.8% | 29.1%           |
| Opinión pública         | 8 de febrero de 2021  | 30.5%   | 24.4%    | 17.5%  | —     | 9.1%  | 18.6%           |
| Campaigns & Elections   | 14 de febrero de 2021 | 39%     | 21%      | 23%    | —     | 8%    | 9%              |
| De las Heras Demotecnia | 16 de febrero de 2021 | 31%     | 43%      | 24%    | —     | 2%    | —               |
| Massive Caller          | 22 de febrero de 2021 | 26.5%   | 25.3%    | 16.9%  | —     | 11.3% | 20%             |
| Demoscopia digital      | 26 de febrero de 2021 | 24.4%   | 6.5%     | 26.1%  | 4.3%  | 9.4%  | 29.3%           |
| Arias Consultores       | 27 de febrero de 2021 | 16.2%   | 31.2%    | 19.2%  | 18%   | 7.3%  | 8.1%            |
| Campaigns & Elections   | 1 de marzo de 2021    | 36%     | 13%      | 31%    | —     | 9%    | 11%             |
| Massive Caller          | 1 de marzo de 2021    | 29.7%   | 26%      | 17.7%  | 3.5%  | 12.4% | 14.2%           |
| Demoscopia digital      | 6 de marzo de 2021    | 23.7%   | 7.1%     | 25.3%  | 6.5%  | 9.3%  | 28.1%           |
| Massive Caller          | 8 de marzo de 2021    | 28.0%   | 28.2%    | 14.5%  | 4.6%  | 8.5%  | 15.3%           |
| Campaigns & Elections   | 9 de marzo de 2021    | 40%     | 23%      | 27%    | 4%    | 6%    | —               |
| Arias Consultores       | 11 de marzo de 2021   | 21.5%   | 31.3%    | 4.3%   | 14.5% | 12.2% | 16.2%           |
| Massive Caller          | 15 de marzo de 2021   | 26.0%   | 24.7%    | 15.9%  | 7.1%  | 12.6% | 13.7%           |
| Poligrama               | 17 de marzo del 2021  | 26.55%  | 33.23%   | 17.01% | 4.93% | 4.93% | 13.35%          |
| Massive Caller          | 17 de marzo de 2021   | 30.3%   | 28.0%    | 14.6%  | 4.3%  | 9.1%  | 13.7%           |
| Demoscopia digital      | 18 de marzo de 2021   | 24.8%   | 9.8%     | 23.1%  | 5.4%  | 8.5%  | 28.4%           |
| Massive Caller          | 19 de marzo de 2021   | 30.7%   | 28.9%    | 16.2%  | 4.1%  | 7.2%  | 12.9%           |
| Massive Caller          | 20 de marzo de 2021   | 31.6%   | 28.1%    | 13.5%  | 4.9%  | 9.7%  | 12.2%           |
| Massive Caller          | 21 de marzo de 2021   | 30.4%   | 28.0%    | 15.2%  | 6.7%  | 7.7%  | 12.0%           |
| Campaigns & Elections   | 22 de marzo de 2021   | 39%     | 21%      | 27%    | 1%    | 12%   |                 |
| Massive Caller          | 22 de marzo de 2021   | 30.1%   | 28.7%    | 13.4%  | 4.9%  | 8.5%  | 14.4%           |
| Massive Caller          | 23 de marzo de 2021   | 28.4%   | 27.7%    | 15.5%  | 5.1%  | 10.9% | 12.4%           |
| Massive Caller          | 24 de marzo de 2021   | 28.5%   | 26.5%    | 17.9%  | 6.4%  | 8.7%  | 12.0%           |
| Massive Caller          | 25 de marzo de 2021   | 28.1%   | 25.0%    | 18.1%  | 5.6%  | 10.5% | 12.7%           |
| Massive Caller          | 26 de marzo de 2021   | 33.4%   | 25.6%    | 17.5%  | 6.1%  | 8.4%  | 9.0%            |
| Arias Consultores       | 26 de marzo de 2021   | 21.9%   | 34.2%    | 21.2%  | 3.9%  | 4.2%  | 14.7%           |
| Massive Caller          | 27 de marzo de 2021   | 31.5%   | 26.1%    | 18.7%  | 3.2%  | 9.1%  | 11.4%           |
| Demoscopia digital      | 28 de marzo de 2021   | 24.2%   | 13.7%    | 19.6%  | 4.4%  | 8.3%  | 29.8%           |
| Massive Caller          | 28 de marzo de 2021   | 30.2%   | 25.1%    | 19.0%  | 2.5%  | 9.4%  | 13.8%           |
| Massive Caller          | 29 de marzo de 2021   | 31.4%   | 25.9%    | 17.5%  | 3.7%  | 11.3% | 10.2%           |
| México Elige            | 30 de marzo de 2021   | 31.9%   | 30.1%    | 16.0%  | 5.0%  | 12.6% | 4.4%            |
| Campaigns & Elections   | 30 de marzo de 2021   | 36%     | 22%      | 29%    | 0%    | 8%    | 5%              |
| Massive Caller          | 30 de marzo de 2021   | 28.0%   | 24.4%    | 21.2%  | 4.6%  | 9.3%  | 12.5%           |
| Massive Caller          | 31 de marzo de 2021   | 29.9%   | 24.2%    | 17.9%  | 4.4%  | 10.9% | 12.7%           |
| Campaigns & Elections   | 5 de abril de 2021    | 36%     | 21%      | 30%    | 0%    | 3%    | 10%             |
| Massive Caller          | 5 de abril de 2021    | 32.2%   | 23.2%    | 20.0%  | 3.8%  | 9.2%  | 11.6%           |
| Demoscopia digital      | 7 de abril de 2021    | 25.9%   | 17.4%    | 16.6%  | 3.5%  | 13.8% | 22.8%           |
| Campaigns & Elections   | 12 de abril de 2021   | 37%     | 20%      | 31%    | 0%    | 4%    | 8%              |
| Massive Caller          | 12 de abril de 2021   | 34.6%   | 23.1%    | 21.1%  | 2.8%  | 6%    | 12.4%           |
| Demoscopia digital      | 17 de abril de 2021   | 28.6%   | 17.5%    | 16.4%  | 3.7%  | 16%   | 17.2%           |
| Massive Caller          | 19 de abril de 2021   | 34.5%   | 18.8%    | 19.1%  | 3.9%  | 8.9%  | 14.8%           |
| Campaigns & Elections   | 19 de abril de 2021   | 38%     | 21%      | 31%    | 1%    | 4%    | 5%              |
| Massive Caller          | 26 de abril de 2021   | 35.7%   | 21.9%    | 19.5%  | 2.7%  | 8.3%  | 11.9%           |
| Campaigns & Elections   | 26 de abril de 2021   | 36%     | 23%      | 29%    | 1%    | 9%    | 2%              |

## Resultados

### Congreso del Estado de San Luis Potosí
|  | 22.43 % |

|  | 16.18 % |

|  | 14.71 % |

|  | 11.96 % |

|  | 5.19 % |

|  | 5.10 % |

|  | 4.47 % |

|  | 4.40 % |

|  | 3.78 % |

|  | 2.69 % |

|  | 2.30 % |

|  | 1.14 % |

|  | 0.25 % |

|  | 5.47 % |

|  | 100 % |

### Ayuntamientos
| Partido                              | Partido                | Partido                              | Partido                              | Votos | Porcentaje | Ayuntamientos |
| ------------------------------------ | ---------------------- | ------------------------------------ | ------------------------------------ | ----- | ---------- | ------------- |
| Partido Acción Nacional              |                        | Partido Acción Nacional              | Partido Acción Nacional              | —     | —          | 6/58          |
| Partido Revolucionario Institucional |                        | Partido Revolucionario Institucional | Partido Revolucionario Institucional | —     | —          | 18/58         |
| Partido de la Revolución Democrática |                        | Partido de la Revolución Democrática | Partido de la Revolución Democrática | —     | —          | 3/58          |
| Partido Verde Ecologista de México   |                        | Partido Verde Ecologista de México   | Partido Verde Ecologista de México   | —     | —          | 13/58         |
| Partido del Trabajo                  |                        | Partido del Trabajo                  | Partido del Trabajo                  | —     | —          | 6/58          |
| Movimiento Ciudadano                 |                        | Movimiento Ciudadano                 | Movimiento Ciudadano                 | —     | —          | 3/58          |
| Movimiento Regeneración Nacional     |                        | Movimiento Regeneración Nacional     | Movimiento Regeneración Nacional     | —     | —          | 2/58          |
| Partido Encuentro Solidario          |                        | Partido Encuentro Solidario          | Partido Encuentro Solidario          | —     | —          | 1/58          |
| Redes Sociales Progresistas          |                        | Redes Sociales Progresistas          | Redes Sociales Progresistas          | —     | —          | 3/58          |
| Fuerza por México                    |                        | Fuerza por México                    | Fuerza por México                    | —     | —          | 0/58          |
| Partido Conciencia Popular           |                        | Partido Conciencia Popular           | Partido Conciencia Popular           | —     | —          | 1/58          |
| Nueva Alianza San Luis Potosí        |                        | Nueva Alianza San Luis Potosí        | Nueva Alianza San Luis Potosí        | —     | —          | 2/58          |
| Candidatos independientes            |                        | Candidatos independientes            | Candidatos independientes            | —     | —          | 0/58          |
| Total de votos válidos               | Total de votos válidos | Total de votos válidos               | Total de votos válidos               |       | —          | 58            |
| Fuente.                              |                        |                                      |                                      |       |            |               |